# Vieille Case
Vieille Case är en ort i Dominica.   Den ligger i parishen Saint Andrew, i den nordvästra delen av landet, 30 km norr om huvudstaden Roseau. Antalet invånare är 726.
Terrängen runt Vieille Case är huvudsakligen kuperad, men österut är den platt. Havet är nära Vieille Case åt nordost. Runt Vieille Case är det ganska tätbefolkat, med 56 invånare per kvadratkilometer. Närmaste större samhälle är Portsmouth, 8,0 km sydväst om Vieille Case. I omgivningarna runt Vieille Case växer i huvudsak städsegrön lövskog.